# دیستینگتیو سافت‌ور
دیستینگتیو سافت‌ور (انگلیسی: Distinctive Software) شرکت بازی ویدئویی کانادایی است، که در سال ۱۹۸۲ تأسیس شد.